# Charlotte Elvira Pengra
Charlotte Elvira Pengra (Juda, Wisconsin, 30 de maio de 1875 – Brodhead, Wisconsin, 7 de fevereiro de 1916) foi uma matemática estadunidense. Em 1901 foi a terceira pessoa a obter um Ph.D. em matemática na Universidade de Wisconsin, e a sexta mulher dos Estados Unidos a obter um doutorado em matemática.

## Formação e carreira
Pengra era a mais velha de cinco filhos do fazendeiro e senhorio de Wisconsin Winfield Sherman Pengra e Mary Ellen (Preston). Todos os cinco filhos do casal obtiveram um diploma de bacharel da Universidade de Wisconsin.
Charlotte recebeu seu diploma de bacharel em matemática pela Universidade em 1897, o que, como a maioria das graduadas da época, a qualificava para ensinar matemática em escolas secundárias. Por dois anos ela lecionou em escolas secundárias de Wisconsin em Fox Lake e Sparta.
Depois de receber uma bolsa de estudos em 1899, ela pôde retornar à Universidade de Wisconsin-Madison para avançar seus estudos. Ela obteve seu doutorado dois anos depois, em 1901, orientada por Linnaeus Wayland Dowling. Sua tese de doutorado de 23 páginas, sobre a representação conforme de curvas planas, foi intitulada On Functions Connected with Special Riemann Surfaces, In Particular Those For Which P Equals 3, 4, and 5.
Após receber o doutorado Pengra mudou-se para Elgin, Illinois, onde, por três anos, atuou como supervisora de um departamento de matemática do ensino médio.
Em 21 de junho de 1904 casou com o colega estudante de matemática Arthur Robert Crathorne (1873–1946). Eles se conheceram enquanto ela fazia seus estudos de doutorado em Wisconsin. Após seu casamento os Crathorne viajaram para Göttingen, Alemanha, onde Arthur obteve seu Ph.D. em matemática em 1907, orientado por David Hilbert. O primeiro de seus três filhos, uma garota, nasceu em novembro de 1906 na Alemanha, e os outros dois filhos nasceram em 1909 e 1911, após o retorno da família aos Estados Unidos.
A jovem família se estabeleceu em Illinois, onde Arthur assumiu um cargo de professor na Universidade de Illinois.
Charlotte Pengra Crathorne morreu em 1916 de câncer de mama em Brodhead, Wisconsin, aos 40 anos de idade.

## Publicações
A tese de Charlotte foi publicada em várias edições.
- On Functions Connected with Special Riemann Surfaces, In Particular Those For Which P Equals 3, 4, and 5, Ph.D. dissertation. https://www.google.com/books/edition/On_the_Conformal_Representation_of_Plane/2gpNAAAAMAAJ?hl=en&gbpv=1&dq=charlotte+pengra&printsec=frontcover
- Pengra, Charlotte Elvira. On the Conformal Representation of Plane Curves Particularly for the Cases P = 4, 5, and 6. United States, Fb&c Limited, 2015 edition. https://www.google.com/books/edition/On_the_Conformal_Representation_of_Plane/u2TkswEACAAJ?hl=en